# June Allyson
Pour les articles homonymes, voir Allyson.
June Allyson, de son vrai nom Ella Geisman, est une actrice américaine née le 7 octobre 1917 dans le quartier du Bronx à New York et morte le 8 juillet 2006 à Ojai en Californie.

## Biographie

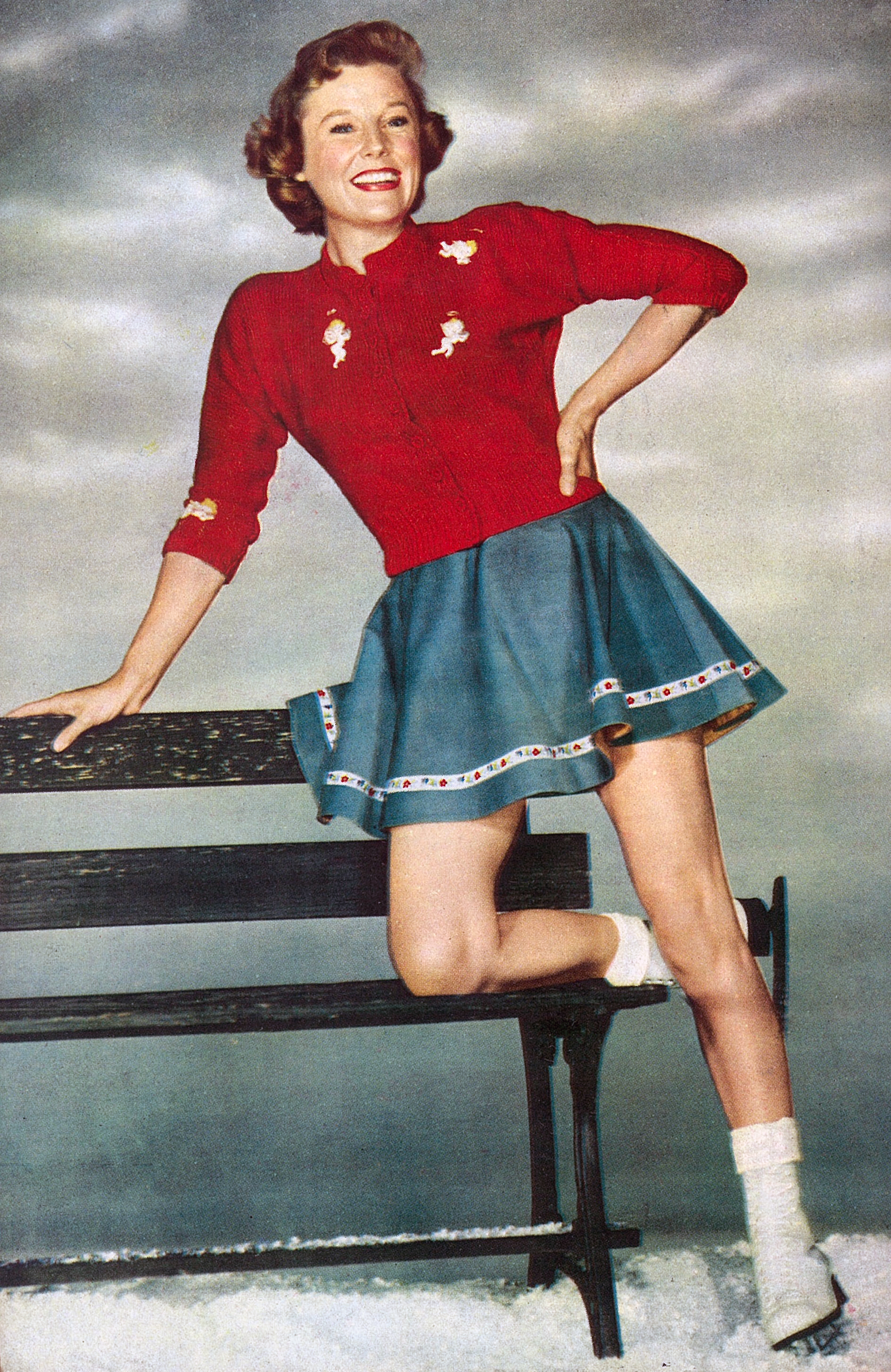
June Allyson en 1953.

De prime abord, rien ne laissait présager que cette femme au sourire radieux, mesurant 1,55 m et pesant 48 kg (en 1955) verrait un jour son étoile briller à Hollywood. Ses parents étaient Clara Provost et Robert Geisman ; ce dernier était d’origine germanique mais elle assurait que son vrai nom était van Geisman et qu’elle était d’ascendance néerlandaise.
Elle connaît une enfance pauvre : son père était alcoolique, il travaillait comme concierge. Il abandonna femme et enfant alors qu'Allyson avait six ans. Sa mère tenta de faire vivre sa fille grâce à de petits emplois : opératrice téléphonique et caissière de restaurant. À huit ans, à la suite d'une chute de vélo, Allyson se rompit plusieurs os et, selon le pronostic du médecin, elle ne pourrait jamais plus remarcher. Plusieurs mois d'hydrothérapie la remirent sur pieds contre toute attente et, alors qu’elle était passée du fauteuil roulant aux béquilles, elle fut fascinée par les films où l'on pouvait voir danser Ginger Rogers et Fred Astaire. Finalement, après ses études secondaires et pour perfectionner son jeu d'actrice, elle s'inscrivit à des cours de danse dirigés par Betty Hutton. 
En 1938, Broadway retint ses services pour la comédie musicale Sing Out the News où le chorégraphe lui donna le pseudonyme de June Allyson. Le visionnement de ses prestations musicales impressionna favorablement George Abbott qui la retint pour jouer dans la comédie musicale Best Foot Forward (1941). Ce coup d'envoi permit à Allyson d'être embauchée par la Metro-Goldwyn-Mayer pour une durée de douze ans. Après qu’elle eut tourné dans plusieurs films à succès, vint pour elle la consécration : elle gagna le Golden Globe 1951 pour sa prestation dans la comédie L'Âge d'aimer (Too Young to Kiss) de Robert Z. Leonard.
En 1955, lors du tournage du film The McConnel Story, elle tomba amoureuse de l'acteur Alan Ladd. Mais, à l'époque il était marié avec l'actrice et agent d'artistes Sue Carol. 
Judy Garland et Esther Williams (actrice et championne olympique) furent longtemps ses grandes amies. 
Dans les films des années 1940 et 1950, elle joua souvent en compagnie de l'acteur fétiche James Stewart. Par la suite on la vit de moins en moins à l'écran dans des films classiques. Elle joua plutôt dans des séries télévisées comme Love Boat et Murder et dans des publicités pour la marque Kimberly-Clark. 
En somme, la carrière cinématographique de cette brillante actrice s'échelonne de 1937 à 2001. C'est ainsi que, pour récompenser l'ensemble de sa carrière, l'industrie du cinéma lui décerna une étoile au 1537 Vine Street sur l'Avenue des Célébrités à Hollywood.

## Vie privée

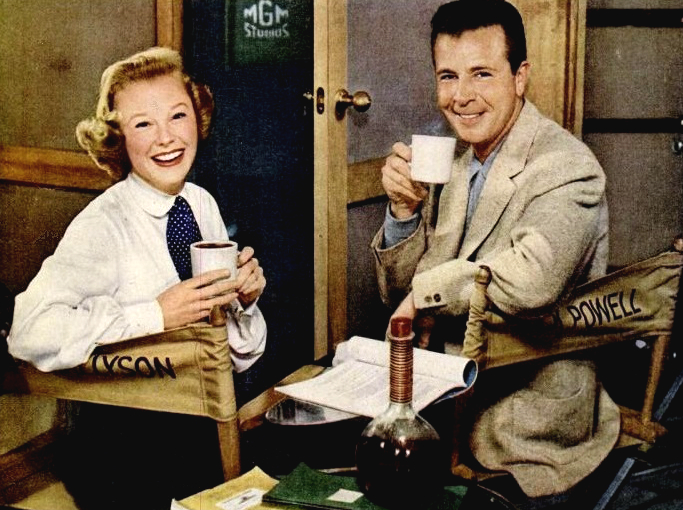
June Allyson et Dick Powell.

Le 19 août 1945, Allyson épouse l'homme de sa vie, l'acteur Dick Powell, de treize ans son aîné. Ils ont un garçon, Dick Powell Junior, et peu de temps après, ils adoptent une petite fille : Pamela Allyson-Powell. 
En 1963, après presque vingt ans de vie commune, Dick Powell meurt. Allyson convole alors avec Alfred Glenn Maxwell (ancien coiffeur de Dick Powell) dont elle divorcera deux fois. Les années 1970 sont des années creuses pour l’actrice, aux prises avec des problèmes d'alcoolisme. Mais par la suite, les choses s'améliorent. 
En 1976, June Allyson épouse le dentiste et futur acteur David Ashrow qui sera le compagnon de ses trente dernières années. C’est David Ashrow qui est à son chevet quand elle rend l'âme à 88 ans.  Elle meurt le 8 juillet 2006 à Ojai en Californie, d'une complication pulmonaire occasionnée par une bronchite aiguë.

## Citation de June Allyson
- Si vous rencontrez dans la rue quelqu'un qui n'a pas le sourire : c'est bien simple, donnez-lui le vôtre.

## Filmographie partielle

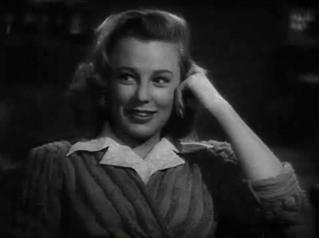
La Princesse et le Groom (1945).

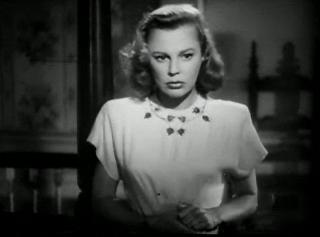
Cœur secret (1946).

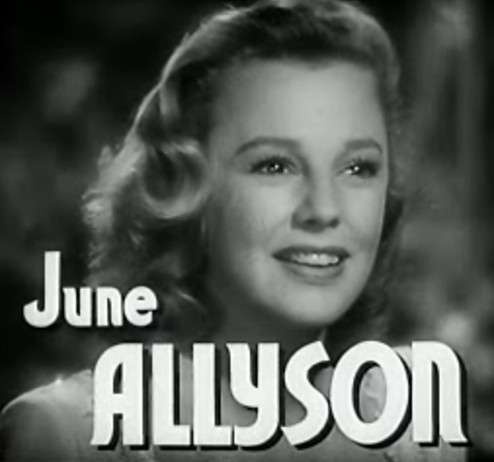
L'Île enchantée (1947).

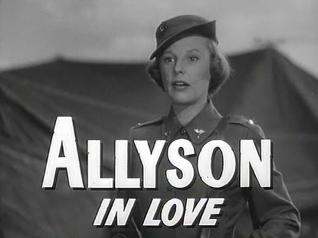
Le Cirque infernal (1952).

### Années 1940
- 1943 : Best Foot Forward de Edward Buzzell
- 1943 : Fou de girls (Girl Crazy) de Norman Taurog
- 1943 : Parade aux étoiles (Thousands cherr) de George Sidney
- 1944 : Deux Jeunes Filles et un marin (Two Girls and a Sailor) de Richard Thorpe
- 1944 : Tendre Symphonie (Music for Millions) de Henry Koster
- 1944 : Meet the People de Charles Reisner
- 1945 : La Princesse et le Groom (Her Highness and the Bellboy) de Richard Thorpe
- 1945 : The Sailor Takes A Wife de Richard Whorf
- 1946 : Du burlesque à l'opéra (Two Sisters from Boston) de Henry Koster
- 1946 : La Pluie qui chante (Till the clouds roll by) de Richard Whorf
- 1946 : Cœur secret (The Secret heart) de Robert Z. Leonard
- 1947 : L'Île enchantée (High Barbaree) de Jack Conway
- 1947 : Vive l'amour (Good news) de Charles Walters
- 1948 : Les Trois mousquetaires de George Sidney : Constance Bonacieux
- 1948 : La mariée est folle (The Bride Goes Wild) de Norman Taurog
- 1948 : Ma vie est une chanson (Words and music) de Norman Taurog
- 1949 : Les Quatre Filles du docteur March de Mervyn LeRoy
- 1949 : Un homme change son destin (The Stratton Story) de Sam Wood

### Années 1950
- 1950 : Une rousse obstinée (The Reformer and the Redhead) de Melvin Frank et Norman Panama
- 1950 : Tourment (Right Cross) de John Sturges
- 1951 : L'Âge d'aimer (Too Young to Kiss) de Robert Z. Leonard
- 1952 : La Jeune Fille en blanc (The Girl in White) de John Sturges
- 1952 : Le Cirque infernal (Battle circus) de Richard Brooks
- 1953 : Drôle de meurtre (Remains to Be Seen) de Don Weis
- 1953 : Romance inachevée (The Glenn Miller story) de Anthony Mann
- 1954 : La Tour des ambitieux (Executive suite) de Robert Wise
- 1954 : Les femmes mènent le monde (Woman's World) de Jean Negulesco
- 1955 : Strategic Air Command, d'Anthony Mann
- 1955 : Ange ou Démon (The Shrike) de José Ferrer
- 1955 : Le Tigre du ciel (The McConnel Story) de Gordon Douglas
- 1956 : Le Sexe opposé (The Opposite Sex) de David Miller
- 1956 : L'Extravagante héritière (You can't run away from it) de Dick Powell
- 1957 : Les Amants de Salzbourg (Interlude) de Douglas Sirk
- 1957 : Mon homme Godfrey (My man Godfrey) de Henry Koster
- 1959 : Les lâches meurent aussi (A Stranger in My Arms) de Helmut Käutner

### Années 1970
- 1972 : Ils ne tuent que leurs maîtres (They Only Kill Their Masters) de James Goldstone
- 1978 : New York Blackout (Blackout) de Eddy Matalon

### Années 2000
- 2001 : A Girl, Three Guys, and a Gun (en) de Brent Florence
- 2001 : Drôles de retrouvailles (These Old Broads) de Matthew Diamond (en) (TV) (non créditée)